# Lindenhof (Solingen)
Lindenhof, früher meist zur Linde(n) genannt, ist ein aus einer Hofschaft hervorgegangener Wohnplatz in der bergischen Großstadt Solingen.

## Lage und Beschreibung
Der heute in der geschlossenen Bebauung aufgegangene Ort befindet sich zentral im Stadtbezirk Burg/Höhscheid und gehört zum dortigen Stadtteil Höhscheid. Er liegt am Rande des Höhenrückens, auf dem die Bundesstraße 229 verläuft, die Neuenhofer Straße und wird durch die nach ihm benannte Straße Lindenhof erschlossen. Auch eine Bushaltestelle der Oberleitungsbuslinie 682 der Stadtwerke Solingen trägt den Namen des Ortes.
Nach Süden fällt das Gelände in das Weinsbergtal ab. Östlich grenzt der Ort an die Wohnsiedlung Weegerhof des Spar- und Bauvereins Solingen sowie die Förderschule Erika-Rothstein-Schule an. In südwestliche Richtung ist der Ort von Wiesen umgeben, im Süden befindet sich außerdem der katholische Friedhof Solingen-Höhscheid, der von der Platzhofstraße zugänglich ist. Im alten Hofschaftskern des Ortes sind bis heute noch einzelne Fachwerk- und Schieferhäuser erhalten, die unter Denkmalschutz stehen. Den Namen des Ortes trägt zudem die westlich gelegene Villa Lindenhof.
Benachbarte Orte sind bzw. waren (von Nord nach West): Weegerberg, Obenpilghausen, Oben- und Untenweeg, Erf, Königsmühle, Schallbruchsmühle, Platzhof, Weinsberg, Neuenhof, Kirschheide und Mittelpilghausen.

## Etymologie
Der Lindenbaum ist Bestandteil verschiedener Solinger Orts- und Straßennamen, er kommt auch in der Aufderhöher Ortsbezeichnung Linde sowie der Lindenbaumstraße und der Linkgasse vor.

## Geschichte

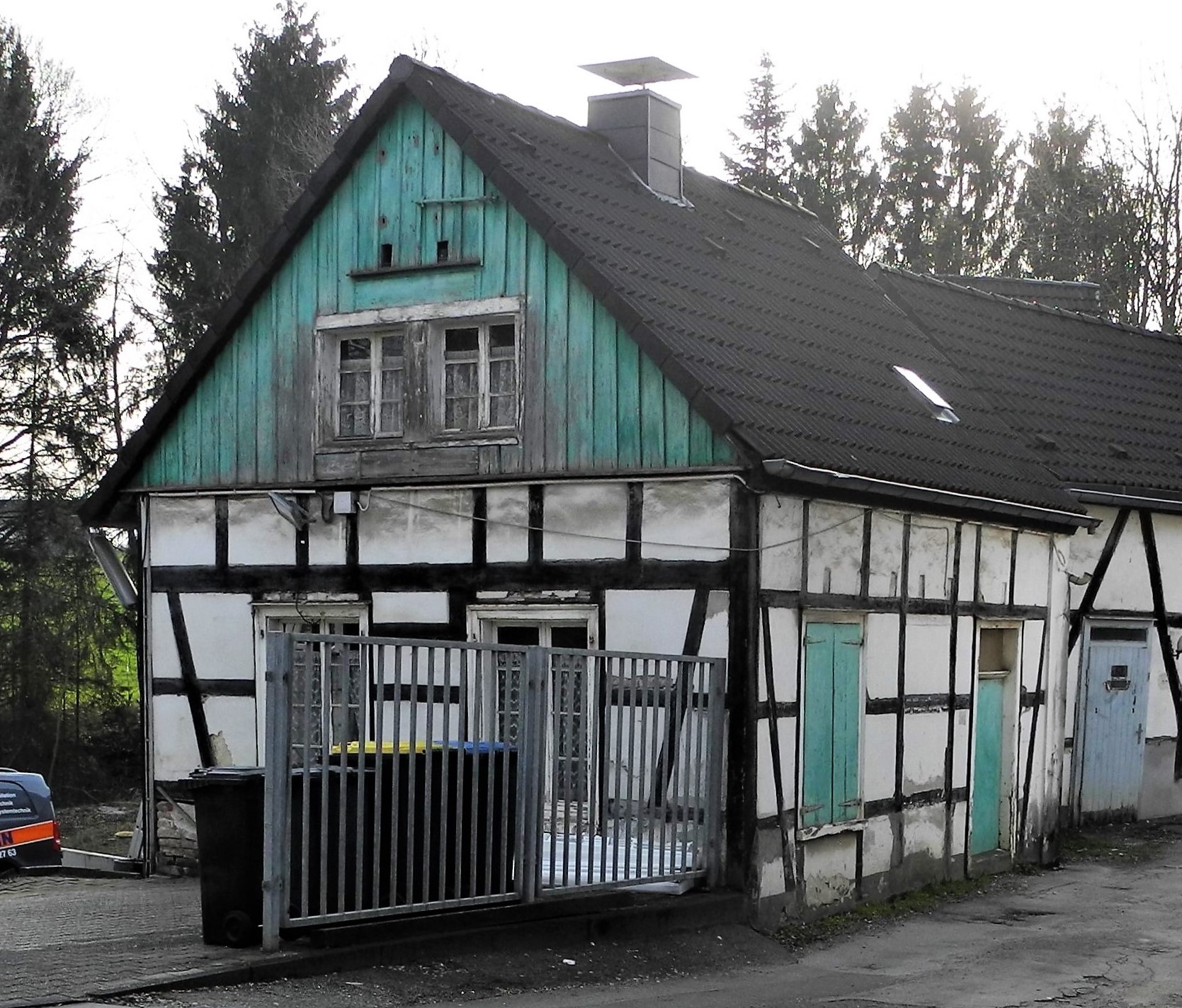
Lindenhof 12d

Lindenhof ist seit dem 15. Jahrhundert nachweisbar, die erste urkundliche Erwähnung erfolgte im Jahre 1485 als zor Lynde.:1
In der Karte Topographia Ducatus Montani, Blatt Amt Solingen, von Erich Philipp Ploennies aus dem Jahr 1715 ist der Ort mit einer Hofstelle verzeichnet und als z. linden benannt. Er wurde in den Ortsregistern der Honschaft Katternberg innerhalb des Amtes Solingen geführt. Die Topographische Aufnahme der Rheinlande von 1824 verzeichnet den Ort als zur Linden, während ihn die Preußische Uraufnahme von 1844 als Linden verzeichnet. In der Topographischen Karte des Regierungsbezirks Düsseldorf von 1871 ist der Ort ebenfalls als Linden verzeichnet. Seit der Preußischen Neuaufnahme von 1892 ist der Ort als Lindenhof verzeichnet, der sich bis heute erhalten hat.
Nach Gründung der Mairien und späteren Bürgermeistereien Anfang des 19. Jahrhunderts gehörte der Ort zur Bürgermeisterei Höhscheid, die 1856 zur Stadt erhoben wurde und lag dort in der Flur III. Neuenhof.
Mit der Städtevereinigung zu Groß-Solingen im Jahre 1929 wurde Lindenhof ein Ortsteil Solingens.
Durch die bauliche Verdichtung in der Nachkriegszeit ging die einstmals auf freiem Feld gelegene Hofschaft in der geschlossenen Bebauung auf. Im alten Hofschaftskern entlang der Straße Lindenhof sind noch Fachwerk- und Schiefergebäude erhalten, von denen im Jahre 1988 die Gebäude Lindenhof 12a (oben abgebildet) und Lindenhof 12d (links) als Baudenkmäler in die Solinger Denkmalliste eingetragen wurden. Das 2002 ebenfalls als Baudenkmal eingetragene Gebäude Lindenhof 10, 10b, 10c ist heute nicht mehr in der Denkmalliste enthalten.